# كورت جونسون (عالم حشرات)
كورت جونسون (بالإنجليزية: Kurt Johnson)‏ هو عالم حشرات أمريكي، ولد في 1946.